# Valdese
Valdese é uma cidade  localizada no estado norte-americano de Carolina do Norte, no Condado de Burke.

## Demografia
Segundo o censo norte-americano de 2000, a sua população era de 4485 habitantes.
Em 2006, foi estimada uma população de 4542, um aumento de 57 (1.3%).

## Geografia
De acordo com o United States Census Bureau tem uma área de
14,1 km², dos quais 14,1 km² cobertos por terra e 0,0 km² cobertos por água. Valdese localiza-se a aproximadamente 411 m acima do nível do mar.

## Localidades na vizinhança
O diagrama seguinte representa as localidades num raio de 12 km ao redor de Valdese.